# سرودخوان سبیل‌سیاه
سرودخوان سبیل‌سیاه یا سرودخوان ریش‌سیاه (نام علمی: Vireo altiloquus) نام یک گونه از سرده سرودخوان است.